# Allan Sly
Pour les articles homonymes, voir Sly.
Allan Murray Sly (né en 1982) est un mathématicien et statisticien australien spécialisé dans la théorie des probabilités. Il est professeur de mathématiques à l'université de Princeton et a reçu une bourse MacArthur en 2018.

## Formation et carrière
Allan Sly était membre de l'équipe australienne aux Olympiades internationales de mathématiques de 1999 et 2000, remportant respectivement une mention honorable et une médaille d'argent. Il a fréquenté le Radford College (en), où il a été dux de l'année en 2000. Il a ensuite étudié à l'université nationale australienne, remportant la médaille universitaire en 2004, obtenant un baccalauréat et en 2006 un mastère.
Il a terminé son doctorat en 2009 à l'université de Californie à Berkeley. Sa thèse, intitulée Spatial and Temporal Mixing of Gibbs Measures, a été supervisée par Elchanan Mossel (en).
Après des études postdoctorales à Microsoft Research, il a rejoint la faculté de statistique de Berkeley en 2011 puis il est nommé professeur de mathématiques à l'université de Princeton en 2016,.

## Travaux
Ses travaux portent principalement sur les processus stochastiques dans les réseaux dans différents contextes tels que la physique statistique (modèle d'Ising) et l'informatique théorique. Parmi ses contributions majeures, on peut citer la détermination de seuils pour la reconnaissance de modèles dans le modèle de blocs stochastiques à faible densité, des travaux novateurs sur la coupure des chaînes de Markov dans la dynamique de Glauber des modèles d'Ising, c'est-à-dire une transition nette vers une distribution stationnaire, en utilisant la percolation d'informations, et la construction d'enrobage de séquences aléatoires dans des séquences aléatoires et les transitions de phase pour les instances aléatoires du problème de satisfaisabilité. Il a prouvé un problème longtemps ouvert en informatique, la conjecture de faisabilité dans le problème k-SAT aléatoire (random k-SAT) pour k grands (existence d'une transition de phase). Ce faisant, il a développé de nouvelles méthodes avec de larges possibilités d'application, comme la percolation des informations.

## Prix et distinctions
Sly a remporté une bourse de recherche Sloan en 2012. En 2013 il reçoit le prix Rollo-Davidson, conjointement avec Eyal Lubetzky. En 2016, il est lauréat du prix Wolfgang-Döblin. Il a été nommé boursier MacArthur en 2018 pour "avoir appliqué la théorie des probabilités pour résoudre des problèmes de longue date en physique statistique et en informatique",. Il est le lauréat du prix Loève 2019.

## Publications (sélection)
- avec Eyal Lubetzky: Cutoff phenomena for random walks on random regular graphs, Duke Mathematical Journal, vol 153, 2010, p. 475–510
- Computational Transition at the Uniqueness Threshold, Proceedings of IEEE Symposium on Foundations of Computer, 2010, p. 287–296, Arxiv
- avec Sourav Chatterjee, Persi Diaconis: Random graphs with a given degree sequence, Annals of Applied Probability, vol 21, 2011, p. 1400–1435
- avec F. Krzakala, C. Moore, E. Mossel, J. Neeman, L. Zdeborová, P. Zhang: Spectral redemption: clustering sparse networks, Proc. Nat. Acad. Sciences USA, vol 110, 2013, p. 20935–20940, Arxiv
- avec Eyal Lubetzky: Cutoff for the Ising model on the lattice, Inventiones mathematicae, vol 191, 2013, p. 719–755, Arxiv
- avec E. Lubetzky: Critical Ising on the square lattice mixes in polynomial time, Communications in Mathematical Physics, vol 313, 2013, p. 815–836, Arxiv
- avec J. Ding, N. Sun: Proof of the satisfiability conjecture for large k, Proceedings of the 47th ACM Symposium on Theory of Computing (STOC), 2015, p. 59–68. Arxiv
- avec E. Mossel, J. Neeman: Reconstruction and estimation in the planted partition model, Probability Theory and Related Fields, vol 162, 2015, p. 431–461
- avec E. Mossel, O. Tamuz: Strategic learning and the topology of social networks, Econometrica, vol 83, 2015, p. 1755–1794, Arxiv
- avec E. Mossel, J. Neeman: A Proof Of The Block Model Threshold Conjecture, Combinatorica, vol 38, 2018, p. 655–708, Arxiv 2013
- avec Riddhipratim Basu, Vladas Sidoravicius: Last Passage Percolation with a Defect Line and the Solution of the Slow Bond Problem, Arxiv 2014